# Ugo Broggi
Ugo Napoleone Giuseppe Broggi (Como, 29 de dezembro de 1880 – Milão, 23 de novembro de 1965) foi um matemático italiano.

## Vida
Em 1906 escreveu "Matematica attuariale", traduzido em francês e alemão.
Foi palestrante convidado do Congresso Internacional de Matemáticos em Bolonha (1928).

## Obras
- Matematica attuariale - Teoria statistica della mortalità. Matematica delle assicurazioni sulla vita, Hoepli, Milano, 1906
- Die Axiome der Wahrscheinlichkeitsrechnung, Inaugural-Dissertation zur Erlangung der Doktorwürde der hohen philosophischen Fakultät der Georg-Augusts-Universität zu Göttingen vorgelegt von Ugo Broggi, Göttingen, Druck der Dieterichschen Universitäts-Buchdruckerei, 1907
- Sur le principe de la moyenne arithmetique, Paris, Gauthier Villars, 1909
- Versicherungsmathematik: deutsche Ausgab, Leipzig Druck und Verlag, 1911
- Analisis matematico: vol. I - Las nociones fundamentales, La Plata, 1919
- Analisis matematico: vol. II - Teorias generales, funciones de mas de una variable, La Plata, 1927